# Rozhledna na Supím vrchu
Rozhledna na Supím vrchu je vyhlídkový objekt vybudovaný během dubna roku 2008 na stejnojmenném vrcholu (388 m n. m.) východně od Frýdlantu v Libereckém kraji na severu České republiky. Stavba je tvořena nezastřešenou plošinou instalovanou na betonovém vodojemu. Na vyhlídku, jež se nachází ve výšce čtyř metrů, vede schodiště o 23 stupních tvořených kovovými rošty. Rozhledna tvoří poslední, šesté, zastavení na naučné stezce Putování za vodou, která Frýdlantem prochází.
Na stavbě, jejíž realizace si vyžádala náklady ve výši téměř 300 tisíc korun českých, se podílelo město Frýdlant i místní Frýdlantská vodárenská společnost. Rozhledna byla otevřena 13. září 2008 a je celoročně bezplatně přístupná.